# Premier ministre d'Ukraine
Le Premier ministre d'Ukraine (en ukrainien : Прем’єр-міністр України ; romanisé : Prem'ier-ministr Ukrayiny) est le chef du gouvernement ukrainien. Il préside le Cabinet des ministres, l'organe suprême de la branche exécutive du gouvernement ukrainien. Cette fonction remplace le poste soviétique de « président du Conseil des ministres de la RSS d'Ukraine », créé le 25 mars 1946.
L'actuelle titulaire de la fonction est Ioulia Svyrydenko, depuis le 17 juillet 2025.

## Nomination
Le Premier ministre est nommé par le président de l'Ukraine avec le consentement de la Rada.

## Rôle
L'Ukraine est une république à régime parlementaire (république parlementaire). Le Premier ministre dirige le Cabinet qui exerce le pouvoir exécutif tandis que le pouvoir législatif est dévolu à la Rada, le parlement monocaméral.

## Liste des Premiers ministres
Depuis l'indépendance de l'Ukraine de l'Union soviétique en 1991, il y a eu seize premiers ministres en vingt ans, en comptant les chefs de gouvernement intérimaires. Arseni Iatseniouk a été le premier Premier ministre originaire d'Ukraine occidentale tandis que deux premiers ministres sont nés dans la RSFS de Russie. Ioulia Tymochenko est la première femme à exercer cette fonction.

## Compléments